# Bornholmsgat
Bornholmsgat ist eine Meerenge in der Ostsee. Sie trennt die schwedische Provinz Skåne län von der dänischen Insel Bornholm.

## Geografie
Im Norden von Bornholmsgat liegt die Küste von Sandhammaren mit der südöstlichsten Landspitze Schwedens. Im Süden wird die Meerenge durch die felsige Küste um Hammershus begrenzt. Zwischen diesen Orten ist die Meerenge 19,2 Seemeilen breit und in der Mitte über 40 m tief. Für die terrestrische Navigation ist Bornholmsgat mit den Leuchttürmen Sandhammarens fyr und Hammerodde Fyr bezeichnet.

## Verkehr
Bornholmsgat ist der Hauptschifffahrtsweg zwischen der westlichen und östlichen Ostsee. Aus diesem Grund ist dort das gleichnamige Verkehrstrennungsgebiet eingerichtet, das gleichzeitig das östliche Ende des Tiefwasserweges zur Nordsee ist.
Zwischen den Häfen von Rønne auf Bornholm und Ystad in Schweden pendeln die RoRo-Fähren der Bornholmslinjen im Linienverkehr.
Am 31. Mai 2003 ist der Massengutfrachter Fu Shan Hai nach der Kollision mit dem Feederschiff Gdynia im Bornholmsgat gesunken.